# Символический интеракционизм
Символический интеракционизм (англ. symbolic interactionism) — направление в социологии, преимущественно в американской, тесно связанное с культурологией и социальной психологией, изучающее «символические связи» как один из аспектов социального взаимодействия, то есть общение и взаимодействие, осуществляемое при помощи символов: языка, телодвижений, жестов, культурных символов. Сторонники символического интеракционизма считали своё направление альтернативой не только другим социологическим подходам, но и психологии и культурной антропологии.

## Общая характеристика
Символический интеракционизм появился в Чикаго в 1920—1930-е годы. Впервые термин сформулировал и внедрил американский социолог и социальный психолог Герберт Блумер в 1937 году. Однако подлинным родоначальником концепции считается американский философ, социолог и социальный психолог Джордж Герберт Мид. Символический интеракционизм основывается на интерпретациях человеческого поведения, в котором «прочитываются» значимые символы, несущие социальную информацию. Это особый вид интеракции, который осуществляется людьми. Особенность подобной интеракции заключается в том, что «люди интерпретируют или определяют действия друг друга, а не просто реагируют на них».
«Интерпретировать действие другого — это определить для себя, что действие имеет то или иное значение, тот или иной характер».
Предшественниками символического интеракционизма и интеракционистской традиции в целом считаются Чарльз Кули, Георг Зиммель, Уильям Айзек Томас и другие учёные, подробно изучавшие проблемы социального взаимодействия, более того, характеризовали его как основную предметную составляющую социологической науки.

## Понятие жестов и символов по Дж. Миду
Дж. Мид принципиально проводит различие между «действием» и «социальным действием». Под первым предполагается акт одного индивида, в то время как «социальное действие» подразумевает под собой вовлечённость двух или более людей с учётом их ментальности.
Символами могут выступать жесты, которые по своему характеру Дж. Мид делит на незначимые и значимые.
1. незначимые жесты — это жесты, способные вызвать реакции, в которых практически отсутствует мысль. Иначе говоря, действия одного человека способны стимулировать бессознательные действия у другого. (эти жесты характерны для быстротечных видов спорта: бокса, борьбы, хоккея и т.д., а также для процесса ухаживания)
2. значимые жесты — это, прежде всего, звуковые жесты, особенно конкретные слова языка. Значимые жесты способствуют развитию человеческого общества, так как ведут к осмысленному взаимодействию.
3. Согласно Дж. Миду, значимый символ — это жест, присущий только человеку. Они способны вызывать достаточно определённую и предсказуемую реакцию у тех, кому они адресованы. Благодаря этому, считает Дж. Мид, и возникает человеческая коммуникация. С прагматической точки зрения, значимый символ создает качественно новые возможности для взаимодействия людей, по сравнению с теми, которыми пользуются животные.

Значимый символ обозначает предмет или событие, которые предполагают определённую реакцию и определённую линию поведения в соответствии с этим символом. Кроме того, именно благодаря значимому символу возможна символическая интеракция. Изначально у людей отсутствуют инстинкты поведения в социальной среде, поэтому символическая интеракция представляется необходимой, так как у людей появляется возможность общаться в своей естественной и социальной среде, где значимые символы становятся средством для этого общения, которые люди, в отличие от животных, реагирующих на первый и наиболее сильный стимул, способны выбирать из целого набора символов, и тем самым совершать обдуманные действия. Без символов не будет ни собственно человеческого общения, ни человеческого общества.
Для полноценного существования людям необходимо жить в мире осознанных значений.
В своей работе «Разум, Я и Общество» Дж. Мид писал: «Мы обращаемся к смыслу вещи, когда используем символ. Символы выражают значения тех вещей или объектов, которые имеют значения; они есть части опыта, которые подчеркивают, указывают или представляют другие части опыта, не данные непосредственно в это время и в этой ситуации, которые, благодаря символам, таким образом, представлены и переживаемы… Наборы символов возникают в нашем социальном поведении, в обмене жестами, в контексте языка».
«Индивид откликается на свой собственный стимул точно так же, как откликаются другие люди. Когда это имеет место, тогда символ становится значимым, тогда начинают высказывать нечто».
Для Мида жест — феномен знаковый; он наделен смыслом, адресован другому, то есть является символом.
«Существует язык речи и язык рук, возможен также язык выражений лица, который может быть использован даже для самой сложной беседы. Символ, таким образом, есть универсалия дискурса».

## Символическая коммуникация в обществе
Согласно концепции символического интеракционизма, личность не может формироваться вне общества: индивид, личность всегда социальны.
По мнению Герберта Блумера, символический интеракционизм покоится на трёх основных предпосылках:
1. первая предпосылка утверждает, что люди действуют в отношении «вещей» на основе значений, которыми для них обладают вещи. Под вещами подразумевается всё, что человек воспринимает в окружающем мире: люди, физические предметы, социальные институты, социальные категории (друзья-враги), идеалы (свобода и честность), поступки людей и различные ситуации, с которыми человек сталкивается в своей обыденной жизни.
2. Согласно второй предпосылке, значения тех или иных вещей отнюдь не фиксированы и не сформулированы заранее, наоборот, появляются, модифицируются и развиваются во взаимодействии с социальным окружением, в различных интеракционных ситуациях. Участники интеракции не следуют автоматически установленным нормам, равно как и сложившимся ролям.
3. Третья теоретическая предпосылка утверждает, что эти значения используются и изменяются в процессе интерпретации человеком окружающих вещей. Иначе говоря, значения — это результат интерпретации, которые были осуществлены в интеракционных контекстах[7].

Символическая коммуникация считается конституирующим началом человеческой психики, которая выделяет человека из остального животного мира.

«Общество — это индивиды в символическом взаимодействии»
Для того, чтобы коммуникация была успешной, требуется система совместных смыслов, которые содержатся в культуре, которая, в свою очередь, детерминирует все индивидуальные интерпретации. Культура здесь понимается как некая константа, интерпретируемая в интеракции каждым её участником.
Согласно концепции символического интеракционизма, люди существуют не только в физическом и природном мире, но и в «символическом окружении», поэтому роль символа в процессе социального взаимодействия значительна, так как он выполняет опосредствующую функцию. Люди, интерпретируя жесты друг друга, действуют исходя из полученных во время интеракции значений. Чтобы коммуникация была успешной, человек должен уметь «принять на себя роль» другого, то есть войти в положение человека, кому адресована коммуникация и посмотреть на себя его глазами. По мнению Дж. Мида, именно это умение и условие превращает индивида в личность, в социальное существо, которое способно отнестись к себе как к объекту. Это означает, что у индивида появляется возможность сознавать смысл собственных слов, жестов и действий и представлять, как это воспринимается другим человеком. Подобный процесс Дж. Мид определил как принятие роли.
В том случае, когда происходит сложное взаимодействие с участием группы людей, индивиду, как части этой группы, нужно обобщить позицию большинства её членов. Как справедливо отмечает Дж. Мид, поведение индивида в группе "является результатом принятия данным индивидом установок других по отношению к себе и последующей кристаллизации всех этих частных установок в единую установку или точку зрения, которая может быть названа установкой «обобщенного другого».

## Драматический подход И. Гофмана
Драматургическая социология крупнейшего американского социолога Ирвинга Гофмана «выросла» из символического интеракционизма, вобрав в себя основные его положения. И. Гофман использовал их для микроанализа особой реальности, возникающей только в ситуациях лицом-к-лицу, ситуациях, где участники находятся в физическом присутствии друг друга и имеют возможность непосредственно реагировать на действия других. Эту реальность И. Гофман называл «порядком взаимодействия».
И.Гофман уделяет особое внимание анализу рутины повседневной жизни, его работы изобилуют множеством примеров, проясняющих характер социальной интеграции. И. Гофман утверждал, что поведение людей, в частности норма и патология, можно объяснить формами организации повседневного опыта и общения. И. Гофман рассматривал повседневность как форму социальной организации, сделал её предметом абстрактной теории и предложил систему категорий, описывающих логику повседневного общения.
В рамках символического интеракционизма одной из наиболее важной работой Ирвинга Гофмана является «Представление себя другим в повседневной жизни» (1959). Однако, в отличие от Дж. Мида, из-за своего интереса к театральности Гофман рассматривал социальную жизнь сквозь призму драматургии и драматических представлений.
Драматургический подход в социологии прежде всего представлен в трудах И. Гофмана, который стремился обнаружить пути и способы приспособления индивидов к «сценарным» требованиям социальной системы. Понимание социального мира как драмы — скорее не метафора, а теоретическая позиция.
В противоположность символизму, драматизм стремится рассматривать символические системы как медиум, посредством которого выявляются некоторые вне лежащие силы или явления.
Согласно этой точке зрения, объект не отождествляется с его значением, явление не сводится к его символическому описанию, но значение объекта, явления состоит в отношении между явлением и символом. Значение есть способ связи символа и явления.
Драматизм представляет собой технику анализа символических систем (прежде всего языка) «как в сущности своей скорее модусов действия, чем средств передачи информации».
Основной лейтмотив в работах И. Гофмана — это изучение «Я» и его проявлений в разного рода процессах взаимодействия. Под проявлением «Я» И. Гофман подразумевает процесс приспособления к ситуации, процесс «маскирования» «Я» с целью получения максимальной выгоды от данного взаимодействия.
При этом, согласно концепции И. Гофмана, «Я», растворяясь в той или иной ситуации и принимая те или иные «маски», фактически лишается каких-либо объективных характеристик. В этом случае «Я» разбивается социальной системой на совокупность явлений, лишенных внутренней закономерности связи.
Для него, как для большинства представителей символического интеракционизма, в том числе и Дж. Мида, «Я» не есть органическое явление, с конкретным местоположением… Поэтому, анализируя «Я», мы отвлекаемся от его обладателя, от человека, который, больше всего из-за него выиграет или проиграет, поскольку этот человек и его плоть просто обеспечивает опору, на которой некоторое время будет удерживаться некий продукт коллективной деятельности… Средства для производства и утверждения социальных «Я» внутри этой опоры не содержатся.
Задача социолога подозревать: «Перед исследователем человеческого театра встают следующие вопросы: если мотивация действия внешне социально приемлема, следует ли искать другой, более глубоко лежащий мотив? Если индивид подтверждает свой мотив соответствующими эмоциональными выражениями, должны ли мы ему верить? Если индивид кажется Действующим под влиянием аффекта, не скрывает ли он таким образом свои истинные намерения?».
Согласно теории драматизма И. Гофмана, задача социолога — обнаружить исходные, замаскированные символическим антуражем не символические взаимодействия. Теоретическая система И. Гофмана представляется наиболее детерминистской версией символического интеракционизма. В его теоретической системе активно используются драматургическая метафорика, например, понятие «маски» и сцены, где происходит социальное «действо», которая, в свою очередь, делится на «фронтальную» и «тыловую» стороны. Последняя обеспечивает выбор маски, планирование, репетирование взаимодействия.
Подобное взаимодействие, обусловленное социальной системой, происходит в рамках определённого сценария, с использованием различных масок для определённой ситуации. Индивидуальное «Я», лишённое самотождественности, оказывается раздробленным, фрагментированным, расчлененным.
Конечная цель исследований «драматургического» подхода — построение универсальной формальной теории взаимодействия. Однако И.Гофман указывает, что совокупность символических механизмов взаимодействия не образует самостоятельного «языка», а представляет собой набор «ритуальных идиом», которые могут служить средством понимания и отождествления социального поведения в специфических ситуациях, ограниченных историческим и социальным контекстами. Однако они не носят универсальный или системный характер. Поэтому И.Гофман ставит под сомнение возможность создания в рамках символического интеракционизма формальной и общей теории социального взаимодействия.
В современном символическом интеракционизме' рассматривается два различных «образа человека»:
- Человек в концепции Г.Блумера — целостный, творческий, спонтанный;
- «Множественный индивид», фрагментированный и расчлененный в рамках драматургического подхода И. Гофмана.

Если первый образ Г. Блумера в условиях современного мира представляется утопическим, то «множественная» личность И. Гофмана, наоборот, реальной.
Она соответствует социальной ситуации мира, действительной природе социальных отношений, которые отчуждают человека от непосредственности его человеческого бытия и разбивают человеческую жизнедеятельность на ряд мало связанных друг с другом фрагментов «ритуального» характера. Концепция «драматизма» Гофмана, имеющая экзистенциальные характеристики, — взгляд на социальную систему «изнутри».
В концепции драматургического подхода символический аспект взаимодействия абсолютизируется, что ведет к релятивизации, субъективизации социологической теории.
Концепция символического интеракционизма дает основания рассматривать её как, своего рода, промежуточную теорию между социально-психологическими концепциями, ориентирующимися на естественнонаучную методологию (теория социального обмена, взаимодействие как игра и т. д.), и крупномасштабными социологическими построениями, наподобие структурно-функциональной теории Т. Парсонса. Развитие символического интеракционизма происходит под воздействием обеих этих теоретических ориентаций. Наиболее сильно это воздействие ощущается в «драматургической» версии, разрабатываемой И. Гофманом.

## Символический интеракционизм и этнометодология Г. Гарфинкеля
К символическому интеракционизму примыкает этнометодология, основоположником которой стал Гарольд Гарфинкель. Предметом изучения этнометодологии являются принятые на веру правила, регулирующие взаимодействие между людьми. (Эти правила могут определять, когда уместно что-то сказать, или промолчать, пошутить и т. п.). Нарушение подобных правил может привести к затруднению взаимодействия.
Иначе говоря, этнометодология изучает организацию повседневной жизни, или, по словам Гарфинкеля «вечное, обычное общество».
По мнению представителей этнометодологии, самые распространенные действия, как правило, рутинные и относительно необдуманные. В отличие от положений символического интеракционизма. Этнометодология не признаёт людей «бесконечно рефлексирующими, познающими себя и все рассчитывающими».
Сторонники этнометодологии уделяют большое внимание анализу «объяснений», данных человеком, а также способам, какими эти «отчеты» воспринимаются и принимаются (или отклоняются) другими. Именно поэтому особое место отводится анализу разговоров, целью которого является «детальное понимание фундаментальных структур взаимодействия в процессе разговора».. Разговор — это одна из форм межличностных отношений, самая распространенная форма взаимодействия.
В анализе разговоров основным предметом становится обмен репликами. Связь этнометодологии и символического интеракционизма заключается в том, что разговор рассматривается как «речь, ставшая действием», и именно здесь, «когда мысль посредством слова воплощается в действие, анализ разговоров пересекается с предметом, рассматриваемым в рамках символического интеракционизма (и наоборот)».
Любой разговор «состоит из цельной матрицы социально организованных коммуникативных практик и процедур».
Однако анализ разговоров стоит рассматривать в качестве «интеракционного анализа», так как представителей этнометодологии интересует не просто обмен репликами, но взаимодействие людей во всех его проявлениях: начиная «с едва слышимого вздоха до пространственной и временной организации сцены»".
Использование термина '«интеракционный анализ»' вместо изначального «анализа разговоров» позволяет ставить его на один уровень с символическим интеракционизмом, так как для исследований важными становятся как вербальные, так и невербальные явления.
Более того, считается, что изучение обмена репликами позволяет исследовать особенности мыслительных процессов, а представители символического интеракционизма, в частности Дж. Мид, рассматривали мыслительные процессы в качестве одного из видов действия и взаимодействия. Более того, гарфинкельский анализ разговора и сам разговор можно рассмотреть как совместное действие не только потому, что он реализуется в определённом месте, но и потому, что «беседа и задачи отличаются взаимной очередностью».
Наконец, «сторонники символического интеракционизма и анализа разговоров вместе продвигаются в изучении сплетающихся смыслов, коллективных символов, объединенного действия и социального порядка».

## Пять центральных идей символического интеракционизма
Существует 5 центральных идей символического интеракционизма:
1. Человек должен восприниматься в качестве социальной личности. Именно постоянное стремление и поиск социального взаимодействия оказывают влияние на наше поведение и действия. Вместо фокусирования на одном индивиде и его личности, или на том, как общество или социальная ситуация сказываются на человеческом поведении, символический интеракционизм активно изучает действия, которые возникают между акторами. Интеракция является основной единицей познания. В то время как личность формируется через интеракцию, общество, в свою очередь, появляется в процессе социальной интеракции. Наши действия зависят от интеракции с другими индивидами ранее в жизни и в настоящий момент. Социальное взаимодействие является главным отправным пунктом нашим действиям. Если мы хотим выяснить причину, нужно сконцентрироваться на социальном взаимодействии.
2. Человека необходимо рассматривать в качестве думающего существа. Действия человека обосновываются не только взаимодействием индивидов. Но и взаимодействием внутри самого индивида со своим внутренним Я. Однако наши идеи и системы взглядов и ценностей в этом случае не так важны, как, в свою очередь, постоянный, непрерывный активный мыслительный процесс. Мы не просто существа с выработанным условным рефлексом, мы не просто существа, которые находятся под влиянием окружающих, мы не просто продукты общества. Мы, в самой своей первоначальной сущности, мыслящие животные, которые находятся в постоянной беседе самими собой, взаимодействия с другими. Если мы хотим понять причину, нужно сфокусироваться на человеческом мышлении.
3. Люди не воспринимают непосредственно окружающую их среду, вместо этого они определяют ситуацию, в которой находятся. Возможно, окружающая среда существует в действительности, однако важнее то, как мы её определяем. Эта дефиниция не результат случайности, оно — следствие постоянного социального взаимодействия и процесса мышления.
4. Причиной человеческого действия является результатом того, что происходит в настоящей конкретной ситуации. Причина раскрывается в процессе социального взаимодействия, мышления и определения, происходящие в настоящий момент. Это не встреча общества и нас в прошлом и не наш прошлый опыт, которые служат причиной к действию, а, наоборот, именно социальная интеракция, мышление, и определение ситуации, которые происходят в настоящий момент времени. Наше прошлое причастно к действиям главным образом потому, что мы думаем о нём и прибегаем к нему, определяя существующую ситуацию.
5. Люди описываются как активные существа по отношению к окружающей их среде. Такие слова, как сдерживающий, отвечающий, контролируемый, заключенный и сформированный, не используются при описании человека в символическом интеракционизме. В отличие от остальных социально-научных воззрений, концепция символического интеракционизма утверждает, что люди вовсе не пассивные существа по отношению к их среде. Наоборот, они активно вовлечены в то, что они делают.[23]

## Айовская и Чикагская школы символического интеракционизма
Неоднородность символического интеракционизма привела к возникновению «конкурентных» подходов и альтернативных истолкований. Наиболее яркими примерами такой диверсификации являются две основных школы: Айовская и Чикагская.

### Чикагская школа символического интеракционизма
Возникновение Чикагской школы символического интеракционизма  прежде всего связано с именем ученика Дж. Мида Герберта Блумера (1900—1987). Она наиболее ортодоксально продолжает социально-психологические традиции Дж. Мида. По мнению представителей Чикагской школы, индивид, личность, благодаря воздействию импульсивного Я, интеракции с другими людьми и постоянному оцениванию обстановки и поведения других людей, находится в перманентном изменении. Социальные установки личности, которые возникают в процессе интеракции, по мнению Г. Блумера, не стабильны, поэтому определение факторов, которые оказывают влияние на поведение личности, представляется невозможным, а значит, поведение личности нельзя предсказать. Поэтому представители Чикагской школы, включая Г. Блумера, выступают против выражения социально-психологических характеристик личности в математических величинах (шкалирование,тесты и.т.д), наоборот, для фиксации этих характеристик применимы описательные методы, которые могут выявить наиболее общие характеристики и тенденции.
По этому поводу Г. Блумер пишет: «Вследствие того что выражение(личностью своих отношений и состояний. — Авт.) складывается всякий раз различным образом, мы должны полагаться, естественно, на общие указания, а не на объективно фиксируемые свойства или способы выражения. Или, если подойти к этому с другой стороны: поскольку то, о чем мы заключаем, не выражает себя постоянно одним и тем же образом, мы не можем полагаться в нашем выводе на объективную фиксацию выражаемого».

### Айовская школа символического интеракционизма
Во главе Айовской школы стоит Мэнфорд Кун (1911—1963), профессор университета штата Айова. Он стремился сформировать интеракционистскую традицию эмпирическим путём, при этом модернизируя и изменяя некоторые мидовские концепции. Несмотря на то, что М.Кун утверждает, что «индивид не является пассивным существом, автоматически реагирующим на объект в соответствии с тем значением, которая ему придает группа», но в своих концепциях и исследованиях он, по существу, игнорирует воздействие импульсивного Я на поведение личности. Кун известен как автор «теории самооценки личности»(«self theory»), в которой эта модификация мидовской концепции проявляется особенно явно. Б. Мелтцер и Дж. Петрас отмечают: «Куновская теория самооценки личности не содержит открытого признания импульсивного Я или взаимодействия между импульсивным и рефлексивным Я. Для него поведение детерминируется…
тем, как индивид воспринимает и интерпретирует (окружающую действительность. — Авт.), в том числе и себя. Таким образом, личность превращается лишь в рефлексивное Я и поэтому поведение личности (в принципе) можно предсказать на основе интернализованных ожиданий. Согласно Куну, если мы знаем референтную группу индивида, мы можем предсказать самооценку личности, если мы знаем самооценку личности, мы можем предсказать её поведение» . Кун и его сторонники рассматривают личность как структуру социальных установок, сформировавшихся на основе интернализованных ролей, и придают им решающее значение в детерминации поведения личности.
Несмотря на различные подходы, обе школы символического интеракционизма считали Дж Мида основным теоретическим предтечей и за основу своих трудов брали его изначальную концепцию. Главное различие между школами заключалось в видении способов исследования жизни человеческой группы. Для Г.Блумера, представителя «Чикагской школы», важны были уникальные характеристики человеческого опыта. М.Кун, представитель «Айовской школы» считал, что человеческое поведение подвластно стандартизированному измерению, поэтому он, в свою очередь, выступал за применение общенаучных методов исследования. Цель М.Куна заключалась в «создании возможностей предсказания и контролирования человеческого поведения».
Фактором, объединяющим исследовательские интересы этих школ, является усиленное внимание к языку, который они характеризуют как главный символический «медиум» взаимодействия людей в процессе коммуникации.

## Методология символического интеракционизма
В основе методологии символического интеракционизма лежит позитивистский тезис о единстве научного метода, применяемого единообразно как в естественных, так и в социальных науках.
В отличие от Г. Блумера, Кун стремится операционализировать понятия, к которым будут применимы методы, удовлетворяющие «обычным научным критериям», и «стандартизованного объективно детерминированного процесса измерения… значимых переменных».
Г. Блумер, в свою очередь, отказывается от операциональных концептов в пользу не столь чётко определяемых, но более содержательных понятий, соответствующих, по его мнению, существенным проблемам социологии как «человековедческой» науки. Или, если подойти к делу с другой стороны: «поскольку то, о чём мы заключаем, не выражает себя постоянно одним и тем же способом, мы не можем полагаться в нашем выводе на объективную фиксацию выражаемого». Этим методологическим предпосылкам соответствует так называемая мягкая исследовательская техника: изучение личных документов, life-histories, case-study, включённое наблюдение. Предполагается необходимость понимания, вживания, постижения субъективных состояний исследуемого индивида.

В своих практических исследованиях, так же как и в большинстве методологических работ, представители символического интеракционизма ищут компромиссную методологию, которая в состоянии совместить требования строгой научности со спецификой «гуманистического» видения общества.
В итоге компромиссный подход, изложенный в шести методологических принципах, был предложен Н. Дензином:
1. Первый методологический принцип заключается в необходимости учёта обеих форм поведения. Поскольку человеческое взаимодействие происходит на внешнем и внутреннем (объективном и субъективном) уровнях, а значения объектов склонны к изменениям в процесса одного и того же взаимодействия, интеракционист обязан соотносить скрытое, символическое поведение с явными, внешними моделями взаимодействия.
2. Второй принцип можно назвать «личностным» принципом. Исследователь должен изучить взаимодействие с позиции самих взаимодействующих, воспроизводя процесс приписывания значений объектам и личностям, а также процесс «кристаллизации», стабилизации значений в ходе формализации взаимодействия. Это методологический принцип позволит исследователю избежать «ошибки объективизма», когда точка зрения («перспектива») исследуемых подменяется точкой зрения исследователя.
3. Третий принцип проистекает из второго. Именно «принятие роли другого» (то есть исследуемого) позволяет социологу связать субъективные значения и символы исследуемого индивида с групповыми и институциональными структурами, обеспечивающими соответствующие символические перспективы. Если подобной связи не происходит, исследование остается в рамках психологического. Этот принцип предполагает наличие двух уровней в любом исследовании: 1) индивидуальный; 2) интеракциональный.
4. Четвертый методологический принцип символического интеракционизма касается ситуационных аспектов взаимодействия. В этом случае, ситуацию необходимо рассматривать в качестве значимой переменной. Дензин выделяет четыре компонента ситуации: взаимодействующие как объекты, конкретная обстановка, значение элементов ситуации, временные характеристики взаимодействия.
5. Пятый принцип не менее важен. Поскольку для социальной жизни, согласно концепции символического интеракционизма, характерно наличие как процессуального, так и структурного аспектов, исследовательские стратегии должны отражать оба эти аспекта. По мнению Дензина, научное исследование зиждется на «двух китах»: 1) открытие; 2) экспериментальное подтверждение. Несмотря на то, что для традиционного символического интеракционизма характерны эвристические методы, это не значит, что операционализация неприемлема или нежелательна. Для процедуры верификации необходимы четкие ситуационно обусловленные значения исследовательский категорий, после чего можно применить стандартизированные методы наблюдения и измерения. Она называется триангуляцией. В этом случае, логика исследования строится на тезисе, что метода, способного одновременно разрешить проблему открытия и верификации, не существует. В случае триангуляции ограниченность одного метода возмещается достоинствами другого.
6. Шестой методологический принцип касается типа теории, формулируемой в символическом интеракционизме. Дензин считает целью интеракционистских исследований формулирование универсальной формальной теории в зиммелевском смысле. Г. Зиммель, как известно, стремился обнаружить «чистые формы социальности», являющиеся конечной основой всех социальных явлений независимо от их конкретно-исторического содержания. Точно так же и символический интеракционизм стремится выработать универсальные положения о природе социальных фактов, базирующихся на понятии символического взаимодействия.[29]

Недостижимость этой цели обусловлена, как было показано выше, порочностью самой теоретической концепции, пытающейся разрешить социологические по существу своему проблемы средствами социальной психологии.
Изложенные принципы, хотя и представляют интерес с точки зрения «микросоциологической», не добавляют ничего принципиально нового к рассмотренным выше теоретико-методологическим установкам символического интеракционизма. Так что вполне объяснима ситуация, рисуемая Дензином: несмотря на то, что получен ряд частных ситуационно и исторически адекватных положений, цель универсальной релевантности остаётся недостигнутой. «Перспектива (Дензин говорит о теоретической перспективе символического интеракционизма) остается перспективой, или же концептуальной схемой. Она не представляет собой теории в строгом смысле слова».

## Будущее символического интеракционизма
В 1990-х годах Гари Файн (Fine, 1993) пытался составить портрет символического интеракционизма. Основной его идеей стал тот факт, что за последние годы символический интеракционизм претерпел множество изменений. Гари Файн попытался описать их, выделяя четыре заметных преображений:
- Символический интеракционизм претерпел значительную фрагментацию со времени своего расцвета в Чикагском университете в 1920-х и 1930-х годах. В наше время существует огромное количество работ, объединенных под общим названием символический интеракционизм.
- Символический интеракционизм подвергся расширению и вышел далеко за рамки традиционного интереса к отношениям на микро уровне.
- Символический интеракционизм вобрал в себя идеи многих других теоретических позиций.
- Идеи символического интеракционизма были, в свою очередь, восприняты другими социологами, которые целенаправленно занимались другими теоретическими вопросами.[31]

Более того, представители символического интеракционизма вплотную занялись изучением сближения микро и макроподходов, взаимосвязью социальных структур и социального действия и т. д.
Таким образом, различия между символическим интеракционизмом и другими социологическими теориями заметно стерлись. Сейчас все меньше остается понятным, что значит быть символическим интеракционистом.
Файн писал об этом следующее: "Предсказывать будущее опасно, но очевидно, что термин «символическое взаимодействие» останется… При этом мы будем находить больше смешения, больше взаимообмена и больше взаимодействия. Символическое взаимодействие в будущем будет служить в качестве удобного обозначения, но будет ли за этим стоять смысл?

## Критика
Символических интеракционистов часто критикуют за то, что они исследуют поведение человека в структурном вакууме. Они обычно фокусируют своё внимание на межличностных интеракциях микроуровня, оставляя в стороне или, во всяком случае, недооценивая их исторический или социокультурный контекст. Интеракционисты всячески подчеркивают свободу в человеческом действии и мало исследуют факторы, которые оказывают сдерживающее влияние. Пытаясь отрицать существование неизменных сил, принуждающих актора к действию, символические интеракционисты сосредоточились на изучении значений, символов, действий и взаимодействий. Они не учитывают психологические факторы, которые могут побуждать актора к действию, что соответствует их невниманию к более крупным социетальным ограничениям действующего субъекта. В концепции символического интеракционизма отсутствует комплексное аргументированное объяснение тому, из чего происходит нормативное поведение, и почему члены общества обычно ведут себя в рамках определённых норм и ценностей. Концепция Дж. Мида, лежащая в основе теории символического интеракционизма, может дать ответы на вопрос, как происходит взаимодействие, но не может объяснить, почему человек поступает тем или иным образом. Интеракционисты не объясняют и источник значимых символов, которым они придают такую важность. Их критики указывают на то, что значения символов не создаются спонтанно в интеракционистских ситуациях. Вместо этого они постоянно воспроизводятся социальной структурой, являющейся прежде всего продуктом социальных отношений.
Более того, Манфорд Кун (Kuhn, 1964), Уильям Колб (Kolb, 1944), Бернард Мельтцер, Джейм Петрас и Ларри Рейнольде (Meltzer, Petras, Reynolds, 1975) и многие другие критиковали расплывчатость важнейших концепций Мида, таких как разум, самость, I and me. Кун (Kuhn, 1964) говорил о двусмысленности и противоречивости мидовской теории. Помимо теории Мида, они критиковали многие базовые концепции символического интеракционизма за их запутанность и неточности и, следовательно, за то, что те не могли обеспечить прочную базу для теории и научного исследования. Из-за нечеткости этих концепций трудно, а то и невозможно, сделать их применимыми на практике. В результате, не могут выдвигаться верифицируемые проверяемые суждения.
Концепция символического интеракционизма игнорирует влияние конкретных исторических и социально-экономических условий на формирование личности. Существенным недостатком «Чикагской школы» символического интеракционизма является неопределённость большинства понятий из-за невозможности эмпирического исследования их природы, а методы исследования «Айовской школы» представляются упрощенными и механизированными. Кроме того, символический интеракционизм абсолютно не учитывает, а то и вовсе игнорирует важность бессознательного и эмоций как фактор, влияющий на поведение индивида.
Подобным же образом, символический интеракционизм критиковали за пренебрежение такими психологическими факторами, как потребности, мотивы, намерения и стремления..